# Воскобойніков Валерій Михайлович
Вале́рій Миха́йлович Воскобо́йніков (рос. Валерий Михайлович Воскобойников) (1 квітня 1939, Ленінград — 6 вересня 2024) — радянський і російський дитячий письменник і публіцист, автор понад 60 книг для дітей.

## Біографічні відомості
Народився в сім'ї вчителів. Випускник Санкт-Петербурзького технологічного інституту.

## Деякі твори в перекладі українською
- «Воскобойніков Валерій про Йосипа Прекрасного, Архімеда, Миколая Чудотворця, Феодосія Печерського, Авраама Лінкольна, Джона Ленона, Біла Гейтса» / В. Воскобойніков. — Київ : Грані-Т, 2008. — 144 сторінки: ілюстрації — Серія «Життя видатних дітей». — ISBN 978-966-2923-77-3. — ISBN 978-966-465-100-1

## Суспільна позиція
У 2022 році підписав листа на підтримку російського військового вторгнення в Україну.